# 侯军 (凤县)
侯军，中华人民共和国政治人物、全国脱贫攻坚先进个人。

## 生平
2016年，脱贫攻坚战全面打响後，侯军主动到西山村担任第一书记。2017年，在他的摸索下西山村确定“支部+农户+合作社”的发展模式，不到一年时间当地经济迅速提升。在任期间，他从完善基础设施、发展主导产业、壮大集体经济入手进行改革，并实现组组通水泥路、户户通自来水的目标。2019年底，西山村顺利脱贫摘帽，西山村的“党支部+合作社+贫困户”的产业扶贫经验在全县范围交流推广。侯军被提拔为县政府机关后勤服务中心主任。
侯军任凤县平木镇西山村驻村第一书记，凤县政府办公室后勤服务中心主任。因在脱贫攻坚战中作出突出贡献，2021年2月25日全国脱贫攻坚总结表彰大会上，侯军被授予“全国脱贫攻坚先进个人”。